# Tabun

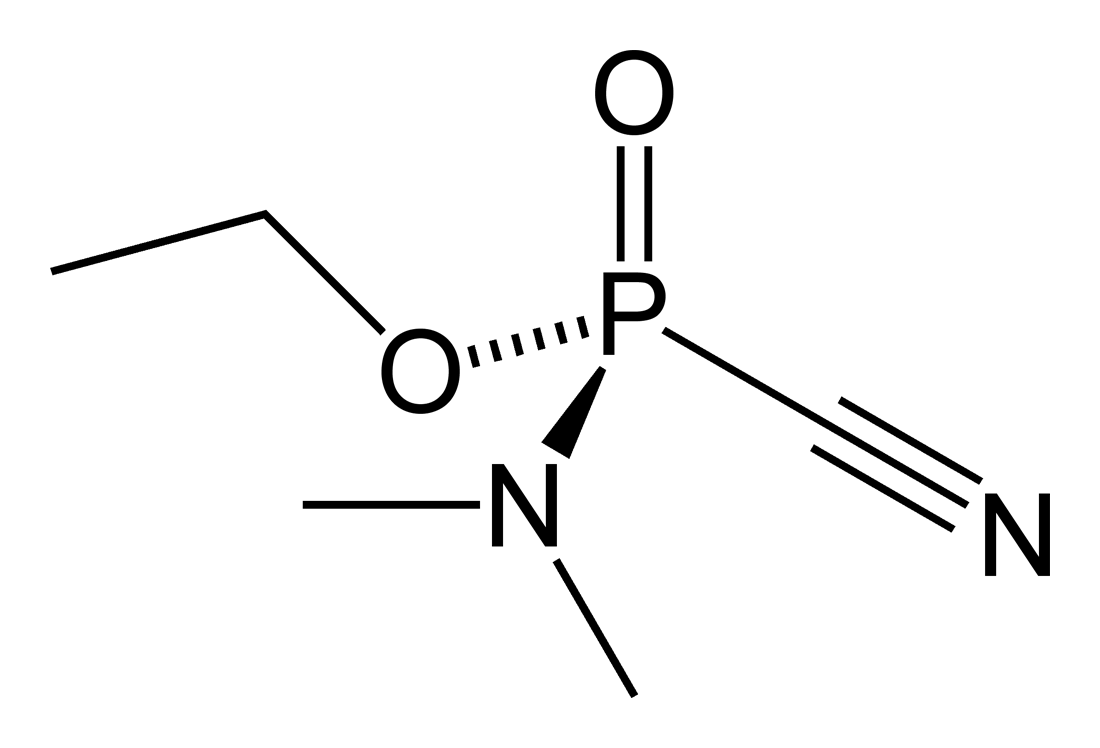
Strukturformel

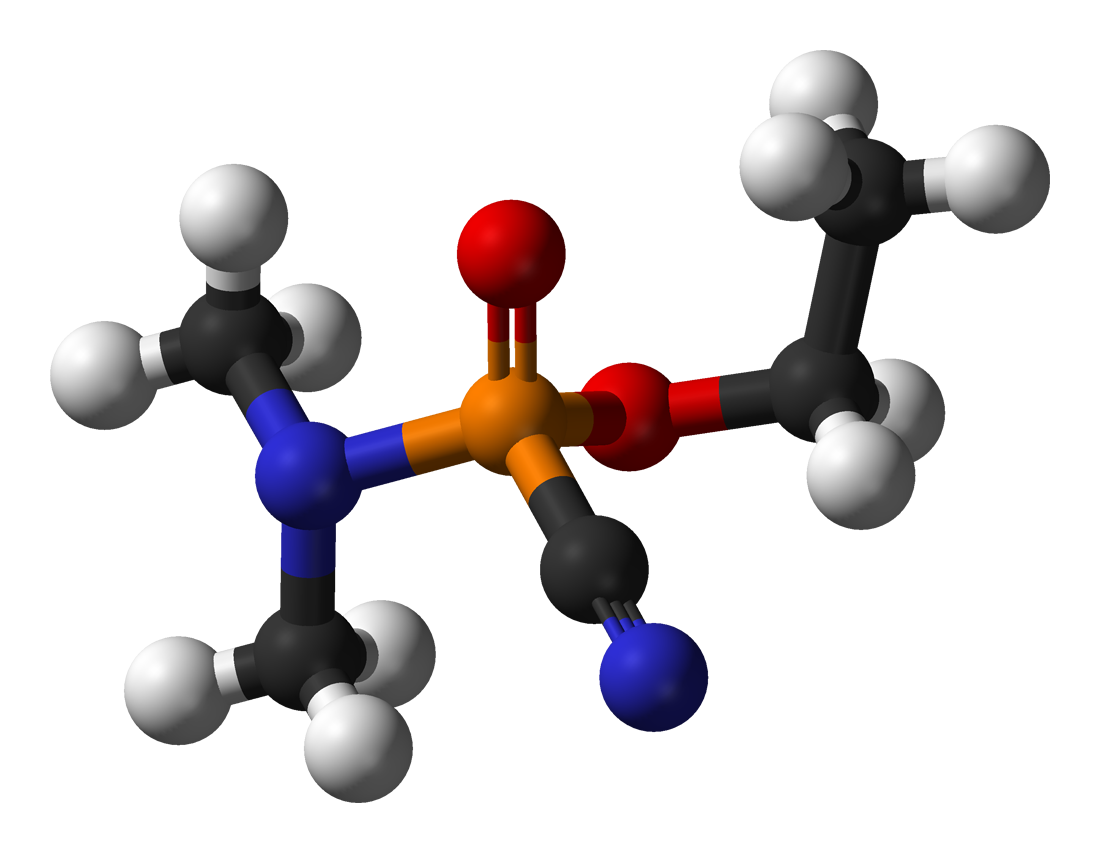
Molekylmodell

Tabun (etyl-N,N-dimetylfosforamidocyanidat), ursprungligen utvecklad 1936 i Tyskland.
Tabun är en extremt giftig nervgas som är klar, färglös och smaklös. Giftet verkar genom att inhibera acetylkolinesteras spjälkning av acetylkolin, vilket ger en överaktivitet av delar av nervsystemet som kan sluta i kramper och även dödsfall. 
Tabun upptäcktes av kemisten Gerhard Schrader vid IG Farben, då han studerade bekämpningsmedel baserade på organiska fosforföreningar (se fosfor).
Tabun har, såvitt känt, endast använts som kemiskt stridsmedel av Irak i kriget mot Iran 1983–1988. Därutöver misstänks Egypten ha använt tabun i Jemen 1963–1967.